# Aquil·les Taló
Aquil·les Taló, és una sèrie i un personatge de ficció de còmic francobelga. El seu nom original en francès és "Achille Talon", l'autor i el seu creador va ser Greg, pseudònim del belga Michel Regnier (1931-1999). El personatge que la protagonitza, del mateix nom, va ser creat l'any 1963 per a la revista Pilote. El nom del personatge prové de l'expressió "taló d'Aquil·les".
En un disseny clàssic de línia clara franco-belga, Aquil·les Taló és un personatge amb una panxa prominent i amb un caràcter certament singular. Ell mateix es considera un erudit i s'expressa sempre amb un llenguatge florit, ampul·lós i abarrocat. Protagonitza uns diàlegs còmics, emprant moltes vegades paraules més literàries que col·loquials. El traductor al català, Albert Jané, diu d'aquest personatge Amb l'Aquil·les Taló, m’hi he divertit molt. Era un personatge que m'agradava especialment. És un pedant, un home cregut, quan parla s'escolta i permet un llenguatge abarrocat i florit, el personatge no demana un llenguatge natural. Quan parla vol que es vegi que en sap. Recordo algun joc de paraules diabòlic. En una manifestació portaven una pancarta pacífica, però es giraven i quedava un eslògan revolucionari. A partir de la paraula «barricada», que queda «cada barri», vaig reconstruir les peces, com un trencaclosques. No podia pas recórrer a una nota a peu de pàgina. No funciona ni en un còmic ni en el cinema, existeix un ritme narratiu i visual, i cal sortir-se’n com es pot. El seu contrapunt a la sèrie seria el seu veí Hilari Lafunest, que destaca per la utilització massiva de la ironia i el sarcasme.
Al Cavall Fort hi va aparèixer en una adaptació al català d'Albert Jané.

## Títols publicats en català
A part d'històries curtes a Cavall Fort també es varen publicar:
- L'home dels dos caps, 1978; núm. 383-395
- El pintor de quatre mans, 1979; núm. 414-427
- La mà del serpent, 1987; núm. 592-605